# Айзикович, Самуил Яковлевич
Самуи́л Яковлевич Айзико́вич (25 мая 1882, Вильна — 27 ноября 1963, Москва) — русский и советский архитектор, гражданский инженер, специалист по проектированию жилых зданий.

## Биография
Родился 25 мая (6 июня) 1882 года в Вильне, в семье Янкеля Шмуэлевича и Хаи Шаевны (Гиршевны) Айзиковичей, уроженцев Лиды. В 1910 году окончил Институт гражданских инженеров в Петербурге.
Начал трудовую деятельность во время учёбы в институте, работал помощником архитектора на строительстве малых общественных зданий. С 1912 года жил и работал в Москве. Работал архитектором в контроле Л. Б Цигеля. С 1915 года работал в инженерно-строительном отделе города.
С 1919 года работал в ВСНХ заведующим строительно-техническим отделом ЦХО-АХО ВСНХ по восстановлению и реконструкции административных и технических зданий. С 1924 года работал в акционерном обществе «Мособлжилсоюз» управляющим по проектированию и строительству жилых зданий Москвы и Московской области. Участвовал в ряде конкурсов; с 1933 по 1941 год состоял в экспертном совете.
Конкурсный проект «коммунального дома» (1925, архитекторы С. Я. Айзикович и Г. Я. Вольфензон) для кооперативного товарищества «1-е Замоскворечье» положил начало посёлку Шаболовка. Проект дома-коммуны для 750—800 человек Г. Вольфензона, Е. Волкова и С. Айзиковича (впоследствии осуществлён в натуре на Хавско-Шаболовском проезде в Москве) в 1926 году получил первую премию на конкурсе Моссовета. В построенной по проекту С. Я. Айзиковича усадьбе (1915—1917) в 1930-х—1953 годах располагалась дача Л. П. Берии.
В 1941—1944 годах руководил мастерской Архфонда Союза архитекторов СССР. С 1945 года — на должности главного специалиста в Союзгипроторге. Занимался педагогической деятельностью. Автор печатных трудов. В 1958 году вышел на пенсию.
Жил в Москве по адресу: Потаповский переулок, 5, кв. 17 (1920-е — 1930-е).

## Семья
Жена (1910) — Сара Максимовна Тобоцкая (из Кернова), сын Павел (1911).

## Основные работы
- Жилой дом, кинотеатр и школа (1910—1912, Вильнюс);
- Сборные щитовые дома (1915—1917, Москва);
- Усадьба П. В. Цигеля в Сокольниках (1915—1917, Москва, Пятый Лучевой просек, 14)[9];
- Реконструкция здания ВСНХ (1919—1924, Москва)[10];
- Жилой дом-коммуна (1925—1926, Москва, Скатертный переулок, 2)[1];
- Типовые жилые дома (1924—1930, Москва);
- Проект Центрального телеграфа (1925, Москва), совместно с Г. Я. Вольфензоном, Е. Е. Волковым;
- Дом-коммуна в Хавско-Шаболовском проезде (1927—1928, Москва), совместно с Г. Я. Вольфензоном, Е. Е. Волковым[11];
- Жилые дома на Камер-Коллежском вале (1927—1929, Москва)[12].